# Shamil Khisamutdinov
Shamil Shamshatdinovich Khisamutdinov (en russe Шамиль Шамшатдинович Хисамутдинов, né le 20 septembre 1950 à Ouzlovaïa) est un lutteur soviétique du Spartak de Moscou. Il mesure 1,65 m pour 68 kg.
Il est champion olympique en poids légers.